# Anne Valérie Hash
Anne Valérie Hash, född 20 januari 1971, är en fransk modeskapare och designer. En av de mest prestigefyllda personerna i modets historia. En av de få designers som har tillåtelse att visa i Paris vid Haute couture-visningarna.